# Stosunki polsko-krzyżackie
Stosunki polsko-krzyżackie – relacje międzynarodowe łączące państwo zakonu krzyżackiego i Polskę.

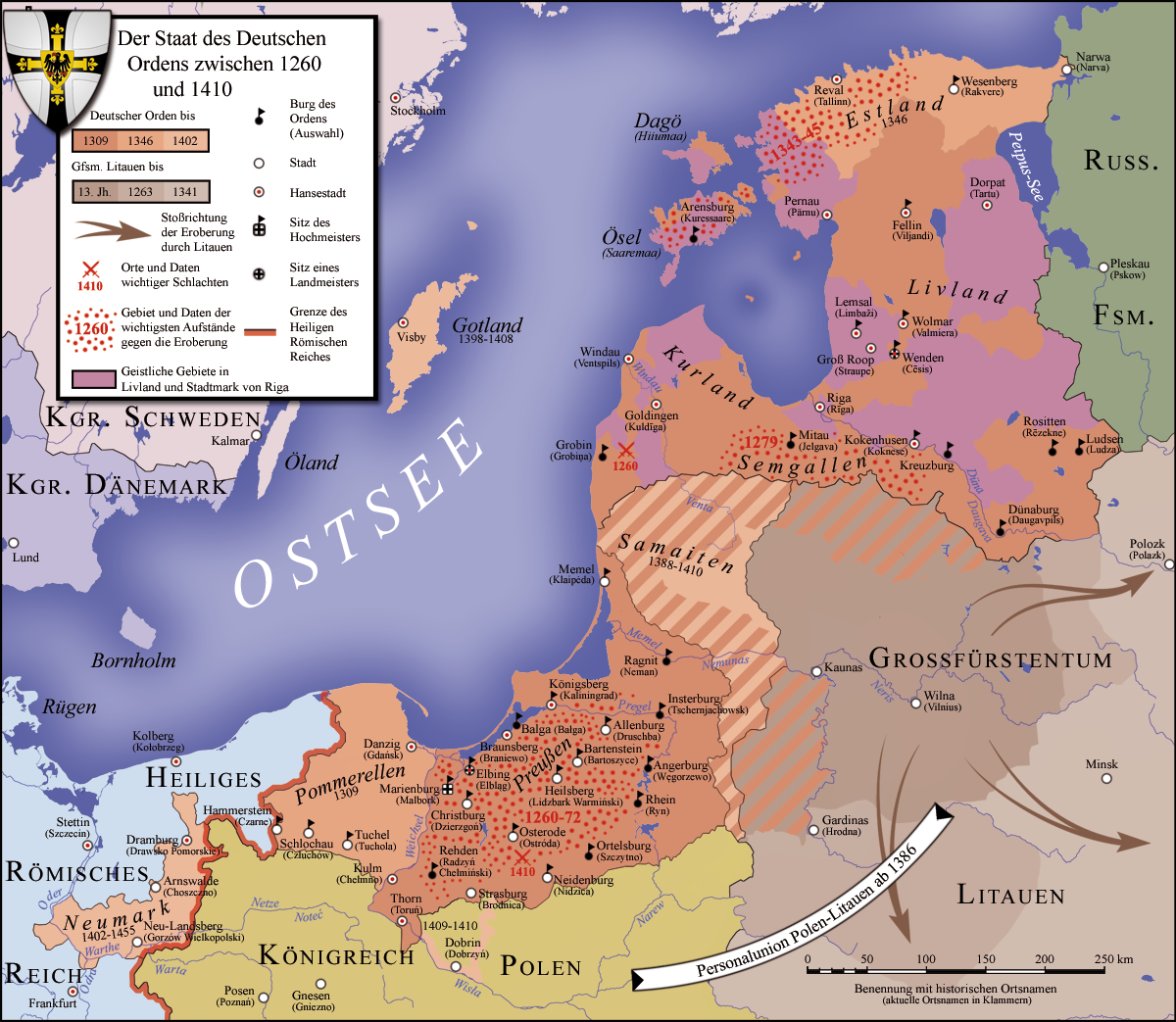
Rozwój państwa zakonu krzyżackiego w latach 1260–1410

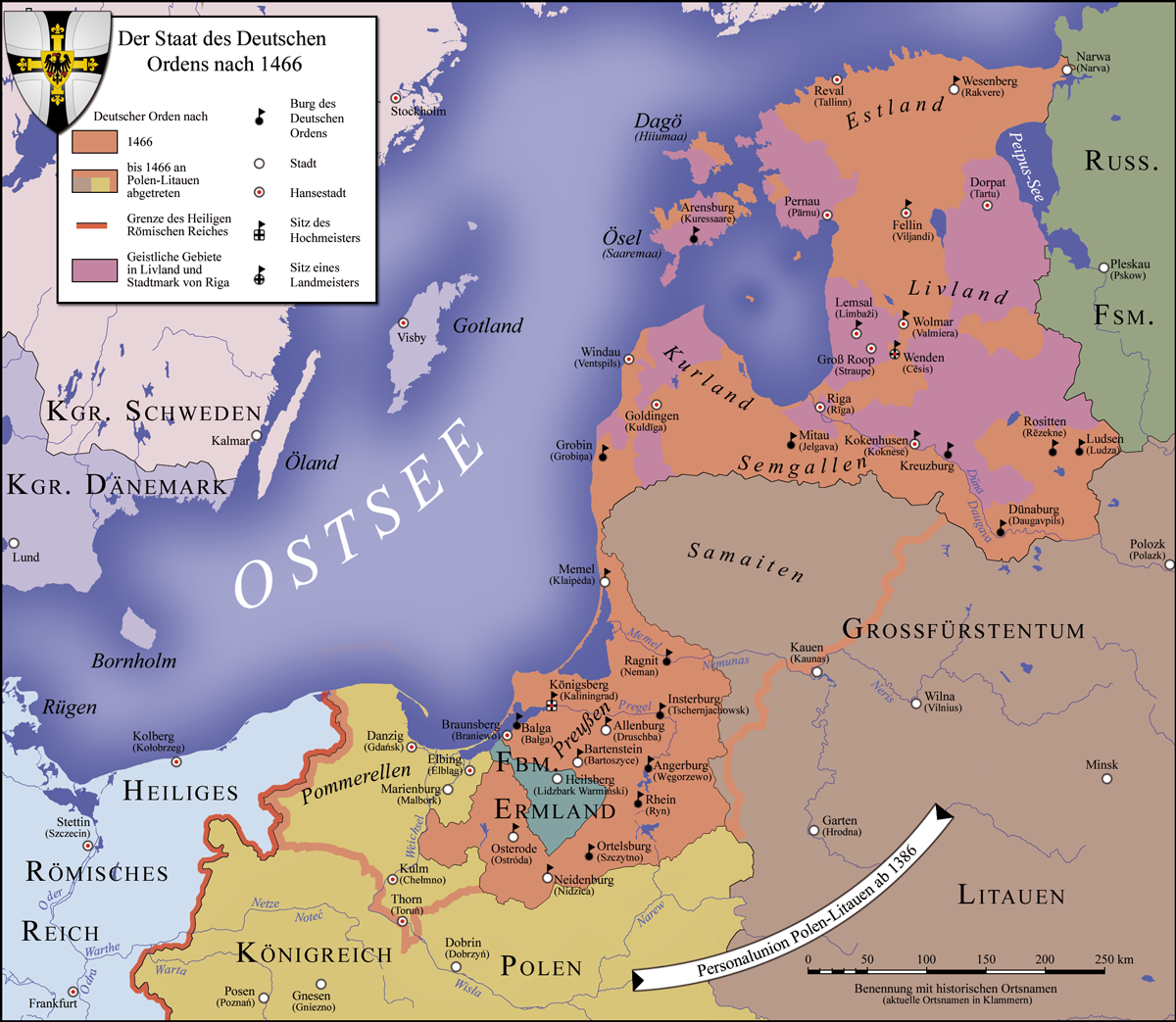
Państwo zakonu krzyżackiego w 1466 roku

## Polska i zakon krzyżacki przed 1226 rokiem

### Sytuacja w Polsce

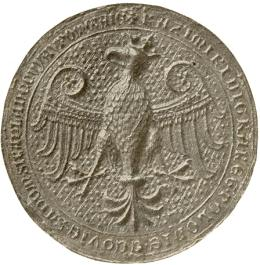
Pieczęć państwa polskiego

W okresie panowania Władysława Hermana oraz Bolesława Krzywoustego, Mazowsze zaliczało się do najbogatszych dzielnic, jednak w wyniku najazdów Prusów, Jaćwingów i Litwinów zostało w dużym stopniu spustoszone. W celu powstrzymania ataków Konrad I mazowiecki stworzył sieć grodów obronnych oraz zorganizował Zakon Braci Dobrzyńskich. Doprowadził także do utworzenia oddziałów zbrojnych pod dowództwem wojewodów, jednak wszystkie te środki okazywały się niewystarczające, w związku z czym w 1226 roku Konrad mazowiecki podjął decyzję o sprowadzeniu zakonu krzyżackiego na ziemie polskie.

### Sytuacja zakonu krzyżackiego

Herb wielkiego mistrza zakonu krzyżackiego

Pod koniec XII wieku zakon krzyżacki był jednym z potężniejszych (pod względem ekonomicznym i politycznym) zakonów powstałych w Palestynie, jednak zakonnicy wiedzieli, że posiadłości znajdujące się na terenach podbitych w czasie krucjat nie są trwałe. Szansą okazało się spotkanie z jednym z organizatorów V wyprawy krzyżowej – królem Węgier Andrzejem II Arpadowiczem, który potrzebował w tym czasie wsparcia przeciwko najeżdżającym Siedmiogród Połowcom. Krzyżacy przenieśli się zatem na teren Siedmiogrodu, jednak Andrzej II zorientował się, iż dążą oni do budowy własnego państwa, które mogłoby stać się nowym zagrożeniem dla Węgier. W związku z tym, w 1225 roku zgromadził siły i doprowadził do wypędzenia Krzyżaków z zajmowanych przez nich terenów. Dla zakonu znów zaistniało zagrożenie powrotu do poprzedniej sytuacji, lecz pojawiła się nowa szansa – zaproszenie ze strony Konrada I Mazowieckiego do osiedlenia się i walki z pogańskimi Prusami.

## Lata 1226–1307

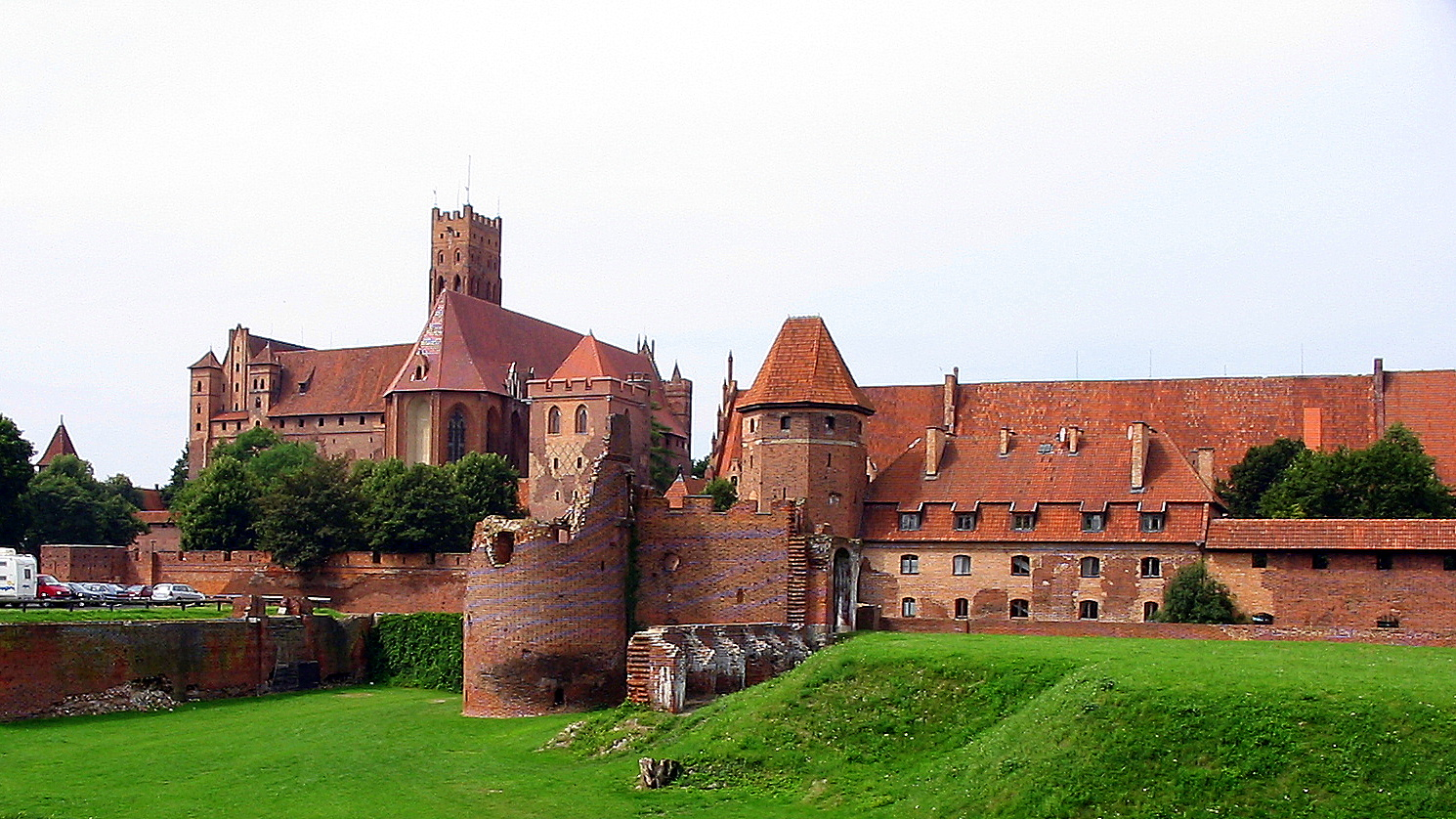
Zamek w Malborku – widok od strony wschodniej

W 1226 r. książę mazowiecki Konrad rozpoczął rozmowy z zakonnikami, przyznając im w konsekwencji w 1228 r. w dzierżawę ziemię chełmińską, jednakże przy zachowaniu całości swoich prerogatyw książęcych. W 1230 r. niewielki oddział krzyżacki osiedlił się koło Torunia. Z ziemi chełmińskiej zakon miał dogodną bazę do rozpoczęcia walk z plemionami Prusów, które zagrażały północnym rubieżom Mazowsza. Sytuacja kształtowała się dla Krzyżaków pomyślnie, gdyż w 1231 roku dostał się do niewoli pruskiej biskup Chrystian, który nie stosował w swych misjach chrystianizacyjnych przemocy, lecz próbował pokojowo nawracać plemiona pruskie. W 1234 r. doszło do pierwszego wystąpienia Krzyżaków przeciwko Konradowi, gdy zaproszony przez nich margrabia Miśni – Henryk – napadł na stolicę księstwa mazowieckiego, Płock, i spalił tamtejszą katedrę.
Krzyżacy na podstawie sfałszowanego wcześniej dokumentu Konrada, tzw. Falsyfikatu Kruszwickiego z 1230 roku (jakoby nadającego im ziemię chełmińską w wieczyste posiadanie), uzyskali 3 sierpnia 1234 r. bullę papieża Grzegorza IX Pietati proximum, uznającą pełnię władzy Krzyżaków w ziemi chełmińskiej i nowych zdobyczach pruskich. Dodatkowo na skutek starań Krzyżaków cesarz Fryderyk II wydał im w 1235 roku tzw. „Złotą Bullę” z Rimini (antydatowaną na 1226 r.), która potwierdzała nadanie Krzyżakom ziemi chełmińskiej, jednak nie jako lennikom Konrada Mazowieckiego, ale jako suwerennym właścicielom dzielnicy. Około roku 1235 większość spośród Braci Dobrzyńskich przyłączyła się do Krzyżaków, co sprawiło, że uzyskali oni swego rodzaju monopol na walkę z niewiernymi i objęli nadaną im wcześniej przez Konrada ziemię dobrzyńską, co wywołało kolejny konflikt z Konradem.
Następne lata to pasmo sukcesów w podbijaniu terenów pruskich. W 1254 roku zdobyto osadę Tuwangste, którą na cześć dowodzącego wyprawą króla czeskiego Przemysła Ottokara II nazwano Królewcem. Skutkiem rejz – oprócz zdobycia nowych terenów – była niemal całkowita zagłada plemienia Jaćwingów oraz Prusów: przetrwały jedynie elity, które spolonizowały się lub zgermanizowały w późniejszych wiekach.

## Lata 1308–1343

### Utrata Pomorza Gdańskiego
W XIII wieku zbrojne konflikty polsko-krzyżackie nie występowały, lecz wiek XIV przyniósł kolosalną zmianę w stosunkach między obydwoma państwami. Będący królem Polski Wacław III zawarł z Brandenburczykami umowę, na mocy której miał oddać Pomorze Gdańskie w zamian za Nową Marchię. Ostatecznie do zamiany nie doszło z powodu śmierci polskiego władcy, jednak w 1308 Brandenburgia postanowiła skorzystać ze słabości państwa Władysława Łokietka i zajęła Pomorze. Książę zmuszony został zwrócić się o pomoc do Krzyżaków, którzy wypędzili najeźdźców. Za swoją pomoc zażądali jednak wysokiej zapłaty, przewyższającej wartość zajętej ziemi. Wobec odmowy zapłaty przez Władysława zagarnęli oni całe Pomorze Gdańskie w 1309, a załogę Gdańska wymordowali. Osłabiona w tym czasie Polska, rozbita wciąż na dzielnice, nie była w stanie natychmiast przeciwstawić się agresji, co spowodowało utratę tych ziem na długie lata.

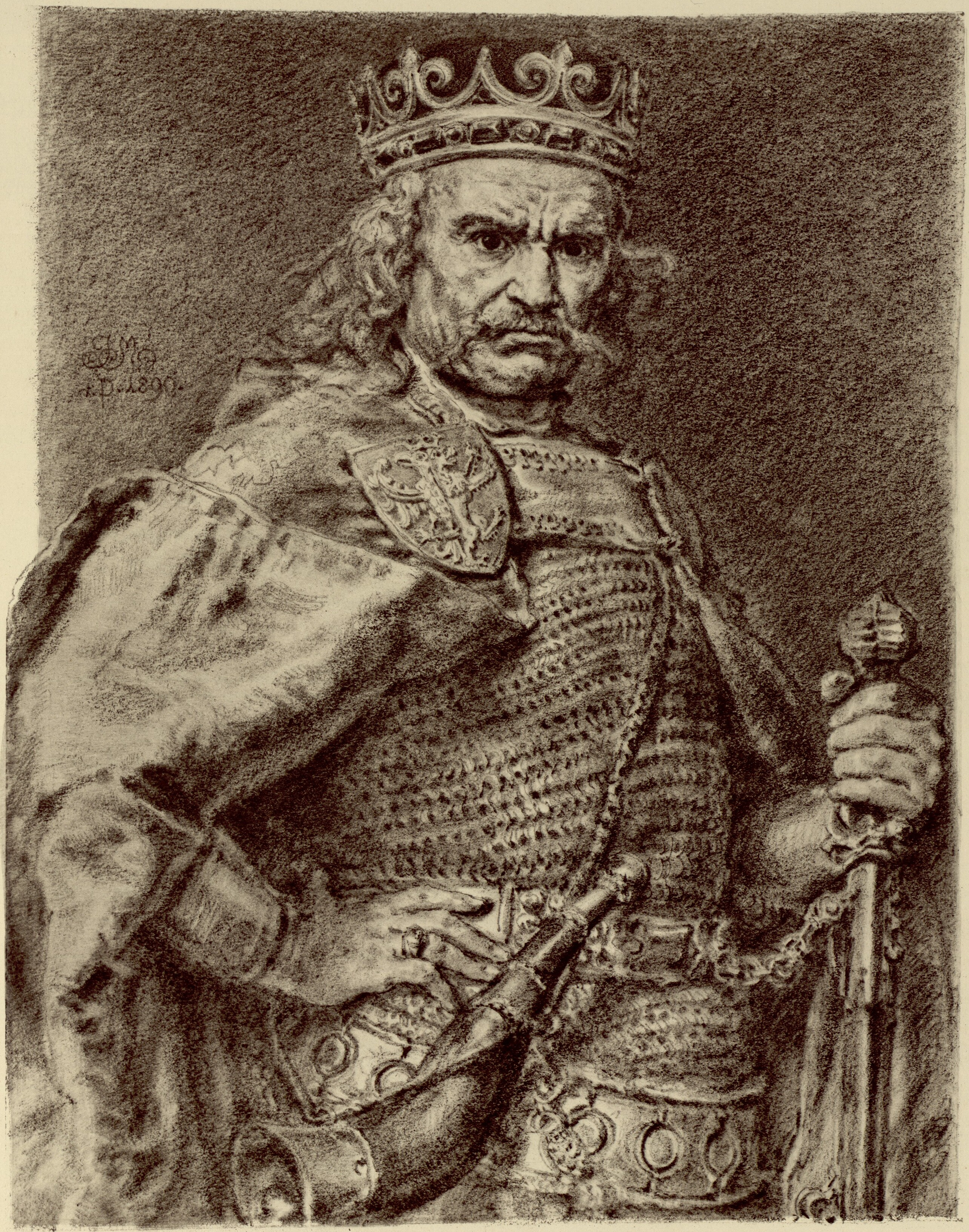
Władysław I Łokietek

W 1320 roku Polska zjednoczyła się, a Władysław Łokietek został jej królem. Kraj ten nadal był jednak zbyt słaby, aby podjąć się kolejnej walki. Zamiast tego nowy król poddał spór z zakonem krzyżackim pod sąd papieski w Inowrocławiu. Wyrok z 1321 roku nakazał Krzyżakom zwrot Pomorza Gdańskiego Polsce. Zakon, mimo polskich akcji dyplomatycznych i orzeczeń sądów papieskich, nie zamierzał zwrócić tych ziem.
W marcu 1329 roku w sojuszu z Janem Luksemburskim Krzyżacy podbili Ziemię dobrzyńską, a w kwietniu wtargnęli na Kujawy, gdzie spalili Włocławek z katedrą oraz grody w Raciążku i Przedeczu. W 1330 roku Krzyżacy zdobyli w maju gród Wyszogród, ponownie Raciążek, Radziejów, Nakło i Bydgoszcz. W odwecie Łokietek, przy wsparciu wojsk węgierskich i litewskich z Giedyminem, wtargnął we wrześniu do ziemi chełmińskiej i splądrował okolice Golubia, Kowalewa, Radzynia, zdobył zamek w Wąbrzeźnie i podczas oblegania zamku w Lipienku 18 października 1330 zawarł z wielkim mistrzem siedmiomiesięczny rozejm, w którym Krzyżacy zobowiązali się zwrócić Łokietkowi Bydgoszcz i Wyszogród.
W lipcu 1331 roku doszło do zawarcia bardzo groźnego dla Polski sojuszu Jana Luksemburskiego z Krzyżakami. Krzyżacy w lipcu zajęli Bydgoszcz, Kwieciszewo, Pyzdry, po czym 27 lipca pod miastem rozbili wojska polskie Wincentego z Szamotuł. Następnie Krzyżacy zdobyli Środę, Pobiedziska, Klecko i 31 lipca Gniezno (bez katedry i kościoła franciszkanów), a 1 sierpnia Żnin. Miało to być preludium do właściwej kampanii prowadzonej z Janem Luksemburskim, z którym Krzyżacy mieli spotkać się pod Kaliszem. We wrześniu Krzyżacy spod Płocka uderzyli na Łęczycę, którą spalili (bez grodu), a następnie Szadek i Sieradz. Świeżo odrodzonemu państwu polskiemu groziła utrata suwerenności, jednak nie doszło do tego przez zbyt wolne działania Jana Luksemburskiego: Król Czech zamiast do Kalisza, gdzie czekali na niego 21–22 września oblegający to miasto Krzyżacy, ruszył w końcu września na Poznań, który miał się znaleźć w zasięgu wpływów krzyżackich. Krzyżacy w efekcie nie mogąc zdobyć Kalisza zaczęli się wycofywać na Kujawy paląc Stawiszyn, Konin i rozbijając w nocy z 23–24 września pod miastem część polskich oddziałów Władysława Łokietka.

### Bitwa pod Płowcami

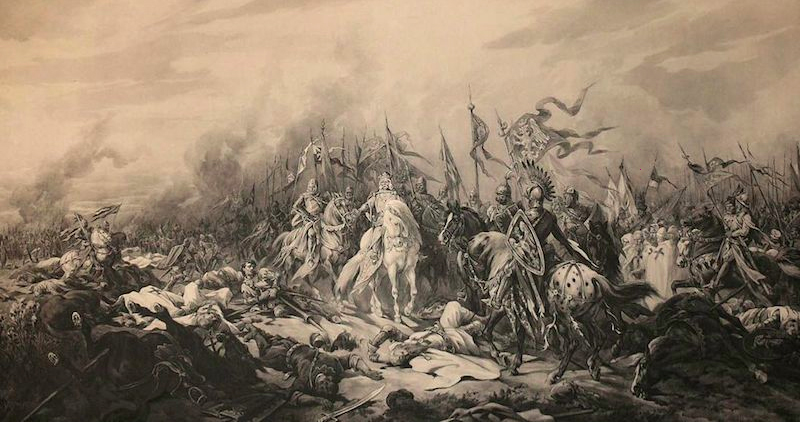
Juliusz Kossak, Płowce, 1883

Podczas gdy Krzyżacy wycofywali się na północ z uprowadzoną ludnością, za nimi podążał z oddziałem rozpoznawczym Wincenty z Szamotuł, a za nim król z resztą armii. Z Radziejowa Krzyżacy postanowili uderzyć na Brześć Kujawski, dokąd wyruszył główny oddział armii, zostawiając resztę wojsk z wielkim marszałkiem Altenburgiem w obozie. W tym momencie Władysław Łokietek postanowił zaatakować część sił zakonnych 27 września 1331 roku, w wyniku z czego doszło do bitwy pod Płowcami na Kujawach. Bitwa nie została jednoznacznie rozstrzygnięta, lecz to strona polska zrealizowała swój cel – kampania Krzyżaków na ziemiach polskich została przerwana, uniemożliwiono im zdobycie Brześcia i podbój Kujaw.
Już 20 listopada 1331 roku nastąpił kolejny dywersyjny najazd Zakonu na Kujawy. A 9 kwietnia 1332 roku zakon krzyżacki ponownie najechał na Kujawy, zdobywając w dniu 19 kwietnia 1332 roku, po 3 dniach oblężenia Brześć Kujawski i zajmując 26 kwietnia Inowrocław. Jako ostatnia poddała się Krzyżakom Pakość, która skapitulowała 12 lipca 1332 roku. Reakcja ze strony sędziwego króla już nie nastąpiła – zmarł on 2 marca 1333 roku w wieku 73 lat.

### Początek panowania Kazimierza Wielkiego

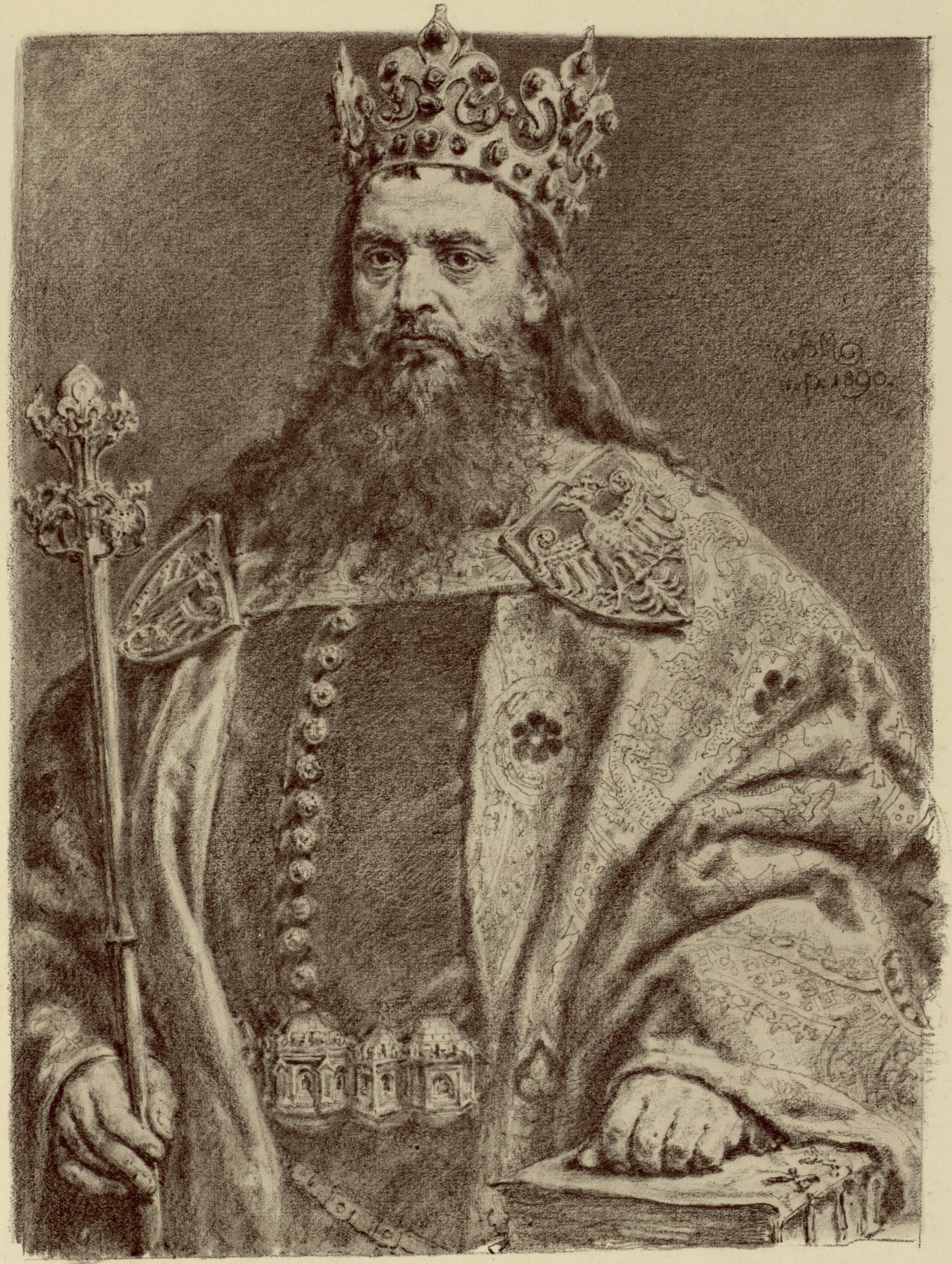
Kazimierz III Wielki

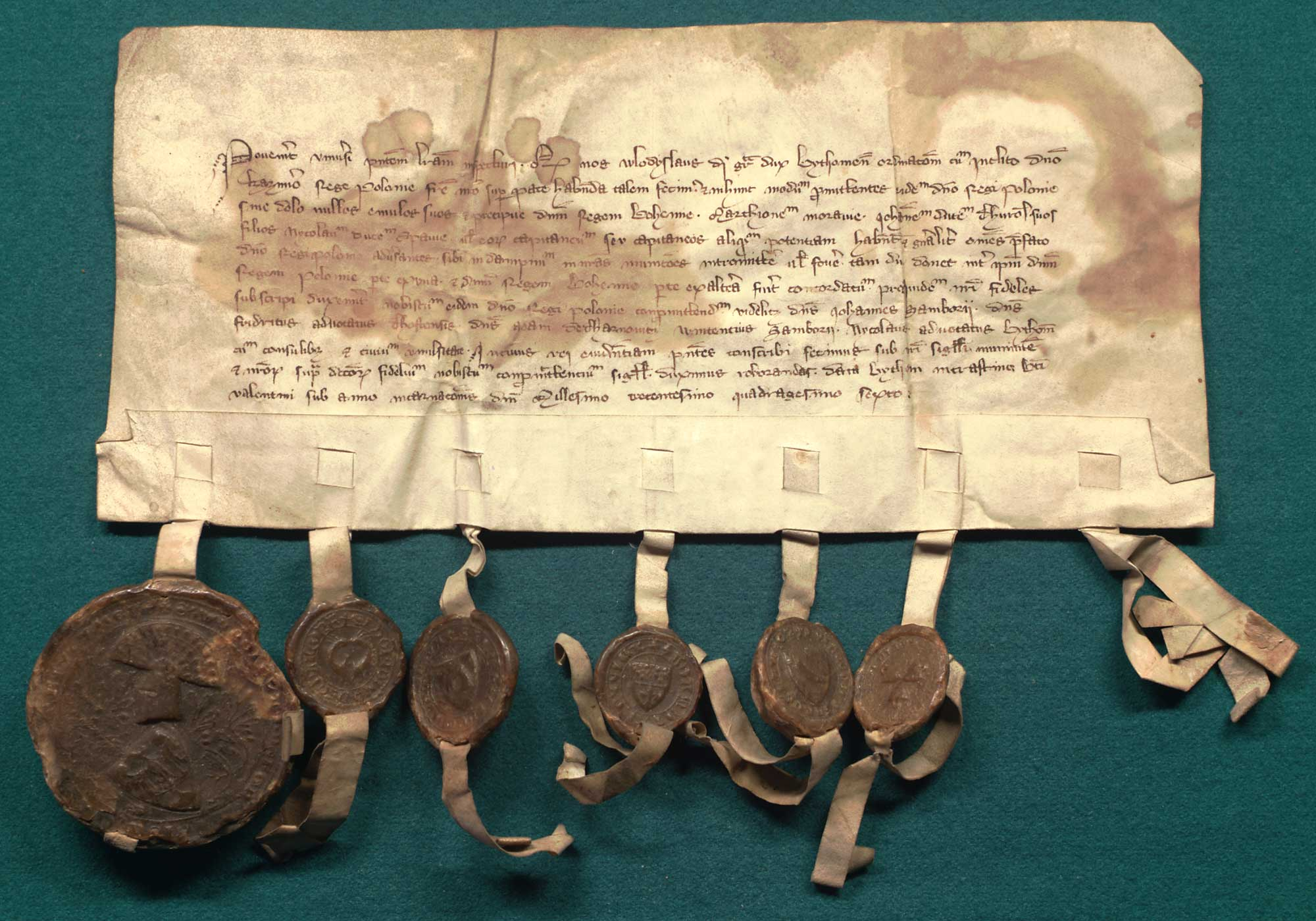
Akt przedłużenia zawieszenia broni pomiędzy Królestwem Polskim a zakonem krzyżackim z 30 kwietnia 1334 roku

25 kwietnia 1333 na tronie polskim zasiadł syn poprzedniego króla – Kazimierz III Wielki. Okazał się on osobą niezwykle sprawnie poruszającą się w świecie dyplomacji. W 1335 doprowadził do I Zjazdu Wyszehradzkiego, na którym za cenę 20 tysięcy groszy praskich oraz uznanie zwierzchności Jana Luksemburskiego nad Śląskiem król Czech zrzekł się wszelkich praw do korony polskiej. Oznaczało to ostateczne przekreślenie sojuszu czesko-krzyżackiego. Ponadto usiłowano rozstrzygnąć sprawę utraconych przez Polskę ziem, lecz rezultaty nie zadowalały króla polskiego, w związku z czym zdecydował się on na poddanie sporu z Krzyżakami pod sąd papieski. Wyrok z 16 września 1339 nakazał zwrot Kujaw, ziemi dobrzyńskiej i Pomorza Gdańskiego. Był to już drugi wygrany przez stronę polską proces, ale Krzyżacy ponownie nie zgodzili się na oddanie zagrabionych ziem.
Tymczasem zmarł książę Rusi Halickiej Bolesław Jerzy II, który przed śmiercią uczynił swym sukcesorem Kazimierza Wielkiego, co oznaczało nowe wyzwanie dla polskiej polityki zagranicznej, gdyż do schedy po kniaziu rościli sobie pretensje Litwini, co prowadziło do wojny. Kazimierz Wielki musiał dokonać wyboru, gdyż Polska nie była wówczas na tyle silna, by podjąć się walki na dwóch frontach.

### Pokój w Kaliszu
Kazimierz Wielki uznał, że większą szansą dla Korony Królestwa Polskiego byłoby uzyskanie terenów Księstwa Ruskiego, w związku z czym spór z państwem zakonu krzyżackiego należało załagodzić. W tych warunkach doszło w roku 1343 do zawarcia pokoju w Kaliszu, dzięki któremu stosunki między państwami uległy normalizacji, a Polska odzyskała Kujawy i ziemię dobrzyńską. Ponadto Kazimierz Wielki zachował tytuł władcy Pomorza Gdańskiego, co w przyszłości mogłoby stanowić podstawę do ewentualnych roszczeń ze strony polskiej.

## Lata 1344–1408

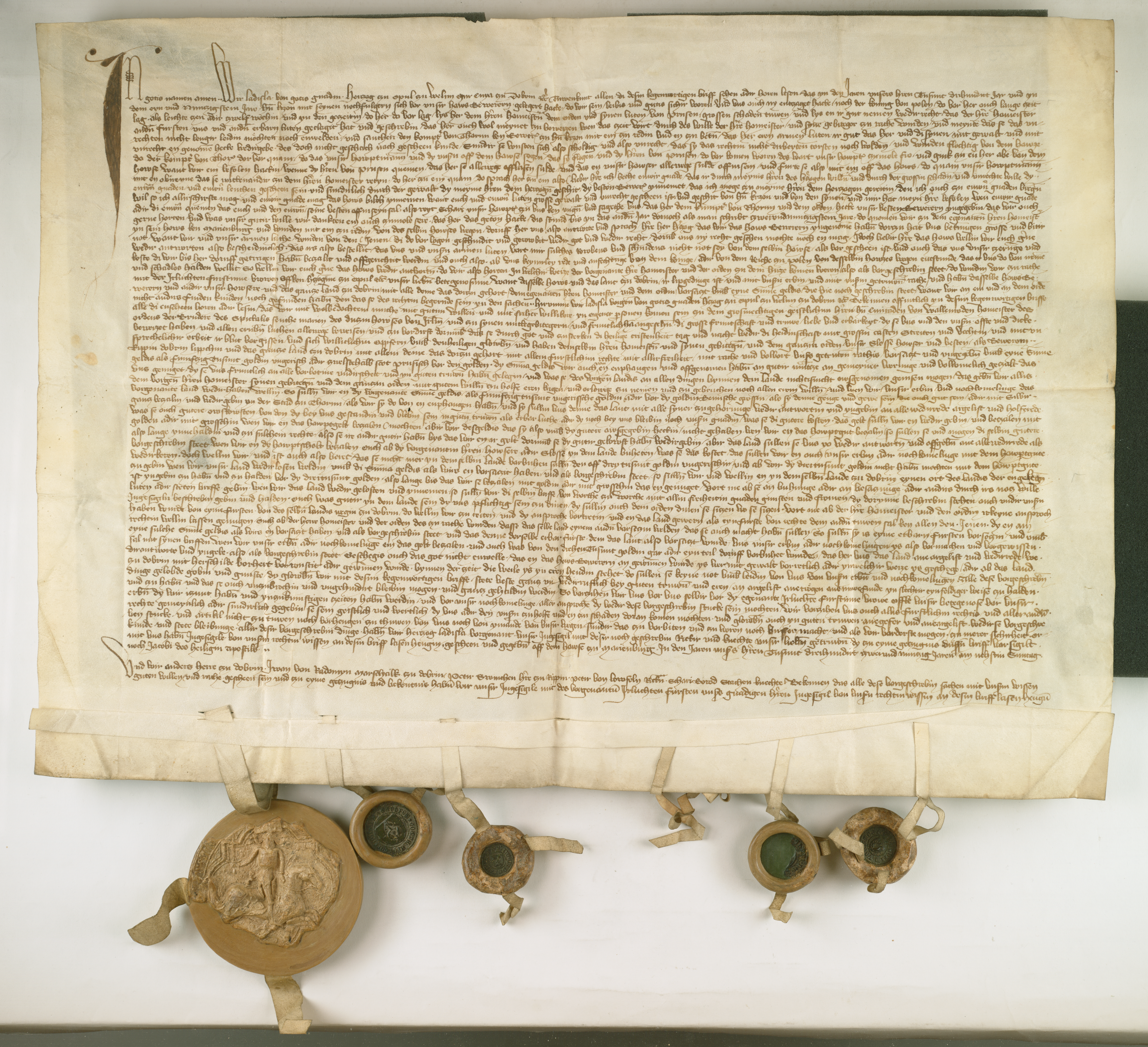
Władysław Opolczyk zastawia ziemię dobrzyńską zakonowi krzyżackiemu, 1392, Archiwum Główne Akt Dawnych

### Kwestia Władysława Opolczyka
Pokój kaliski zapewnił stabilizację w stosunkach polsko-krzyżackich na stosunkowo długi okres. Napięcie we wzajemnych stosunkach nasiliło się jednak ponownie w końcu XIV wieku. Spór ponownie dotyczył ziemi dobrzyńskiej i części Kujaw przekazanej jako lenno Władysławowi Opolczykowi przez Ludwika Węgierskiego. Władysław Opolczyk postanowił zastawić otrzymane ziemie państwu zakonnemu, co wywołało zbrojną interwencję króla Władysława II Jagiełły, lecz konflikt został zażegnany dzięki włączeniu się do działalności politycznej bratanków Opolczyka.

### Powstanie Związku Jaszczurczego
W 1397 roku na ziemiach zakonu powstała organizacja mająca chronić interesy lokalnych społeczności przed uciskiem elit krzyżackich – Związek Jaszczurczy. Początkowo swoim zasięgiem obejmował jedynie ziemię chełmińską. Z czasem rozrósł się i stał się podstawą dla kolejnej struktury – Związku Pruskiego.

### Bunt Świdrygiełły
Kolejny kryzys we wzajemnych stosunkach nastąpił w roku 1401, tuż po zawarciu przez Polskę i Litwę unii wileńsko-radomskiej. Młodszy brat Jagiełły – Świdrygiełło – jako przeciwnik porozumienia polsko-litewskiego stanął na czele buntu przeciw Witoldowi. Postanowił także poszukać wsparcia u Krzyżaków, którzy zainteresowani byli osłabieniem Litwy. Jednak znów udało się zapobiec rozpętaniu wojny i w 1404 roku strony zawarły pokój w Raciążku, gdzie Witold przedstawił polskie postulaty dotyczące kwestii utraconych ziem. Polska odkupiła ziemię dobrzyńską.

### Kwestia Nowej Marchii
Tymczasem powrócił problem Santoka i Drezdenka, z których Panowie von Osten złożyli hołd Kazimierzowi Wielkiemu w 1365 roku, jednak po tym gdy w 1402 roku Ulryk von Osten złożył także hołd Władysławowi Jagielle, Zygmunt Luksemburski oddał Nową Marchię jako zastaw w ręce zakonu krzyżackiego, Ulryk złożył hołd zakonowi, a Drezdenko przekazał Krzyżakom w zastaw, atakując następnie Wielkopolskę. Doprowadziło to do konfliktu dyplomatycznego Królestwa Polskiego z zakonem. Pogłębiło go jeszcze w 1408 roku kupienie Drezdenka i Santoka przez Krzyżaków od von Ostena. Podporządkowanie sobie tych strategicznie położonych miejscowości przez państwo zakonne doprowadziło do umocnienia stanowiska Polski w kwestiach krzyżacko-litewskich. Gdy wielkim mistrzem w 1407 roku został zwolennik ostrej polityki przeciw Polsce Ulrich von Jungingen, wybuch wojny był już tylko kwestią czasu.

## Lata 1409–1419

### Wielka wojna z zakonem krzyżackim

Bitwa pod Grunwaldem Jana Matejki

Tymczasem na Żmudzi wybuchło antykrzyżackie powstanie, co stało się bezpośrednią przyczyną wybuchu wojny, w której stronami były z jednej strony Polska z Litwą wspierane przez siły ruskie i tatarskie, z drugiej zaś zakon krzyżacki i ochotnicy z zachodnich państw europejskich.
Wojnę rozpoczęło zajęcie ziemi dobrzyńskiej przez Krzyżaków, po którym czasowo zaprzestano działań wojennych i zawarto rozejm do lata 1410 roku. Zima stała się dla obu stron okresem przygotowań do walnej rozprawy. W tym czasie usiłowano także doprowadzić do arbitrażu ze strony Wacława Luksemburczyka, lecz wszelkie wysiłki uzyskania porozumienia spełzły na niczym.
Krzyżacy skoncentrowali swe siły pod Świeciem, natomiast wojska polsko-litewsko-ruskie spotkały się pod Czerwińskiem, gdzie zmontowano most pontonowy, po którym przeprawiły się na drugą stronę Wisły i ruszyły na Malbork. Ich drogę zastąpiły siły zakonne i 15 lipca 1410 roku doszło do decydującej bitwy pod Grunwaldem. Nastąpiła niespotykana wcześniej klęska militarna wojsk krzyżackich. Siły polskie ruszyły na Malbork, lecz nie udało się zdobyć zamku i odstąpiono od oblężenia. Tymczasem ze strony Nowej Marchii doszło do kontrnatarcia, lecz zostało ono powstrzymane w bitwie pod Koronowem. Także Zygmunt Luksemburski wysłał swe wojska do Polski, lecz zatrzymano je w bitwie pod Bardiowem.

### I pokój toruński

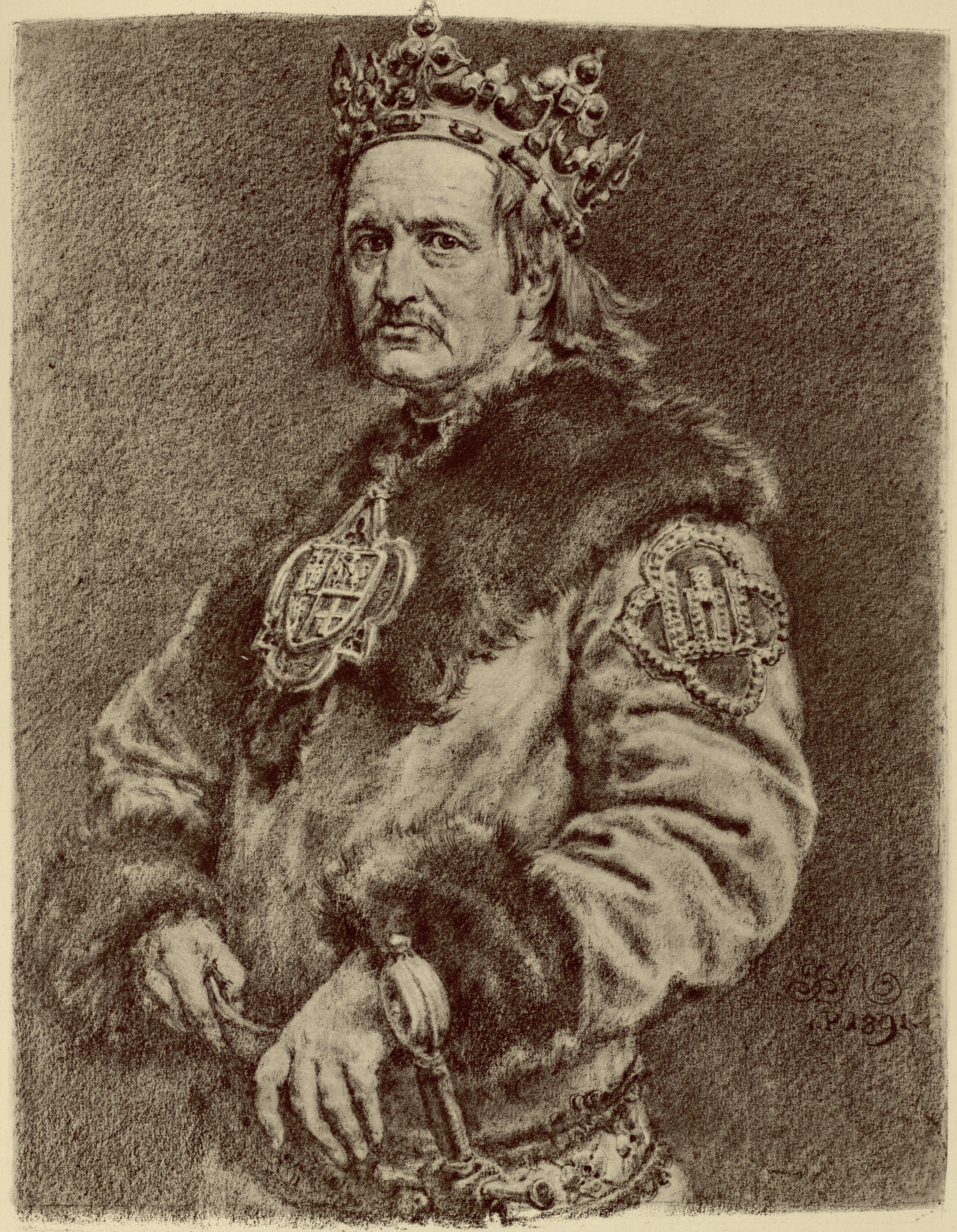
Władysław II Jagiełło

W tych warunkach 1 lutego 1411 roku doszło w Toruniu do podpisania traktatu pokojowego między Polską i Litwą a państwem zakonu krzyżackiego, znanego jako I pokój toruński. Na mocy porozumienia Polsce zwrócono utraconą na początku działań wojennych ziemię dobrzyńską, zaś Mazowsze odzyskało Zawkrze. Litwa natomiast odzyskała Żmudź, jednak tylko do czasu śmierci Jagiełły i Witolda. Ponadto Krzyżacy zobowiązali się do niedyskryminowania swoich poddanych, którzy w czasie wojny uznali panowanie króla polskiego. Z zobowiązania tego jednak się nie wywiązali, skazując na śmierć np. magistrat Gdańska.

### Wojna głodowa
W czerwcu 1414 roku wobec niechęci Krzyżaków do negocjacji Jagiełło postanowił znów zbrojnie wyruszyć na tereny państwa zakonnego. Krzyżacy jednak, chcąc uniknąć otwartej bitwy, pochowali zapasy i schronili się w zamkach, co utrudniało siłom polsko-litewskim prowadzenie działań wojennych. Z propozycją przeniesienia sporu na drogę dyplomatyczną wystąpił legat papieski, w wyniku czego Władysław Jagiełło zgodził się dochodzić swych roszczeń na Soborze w Konstancji.

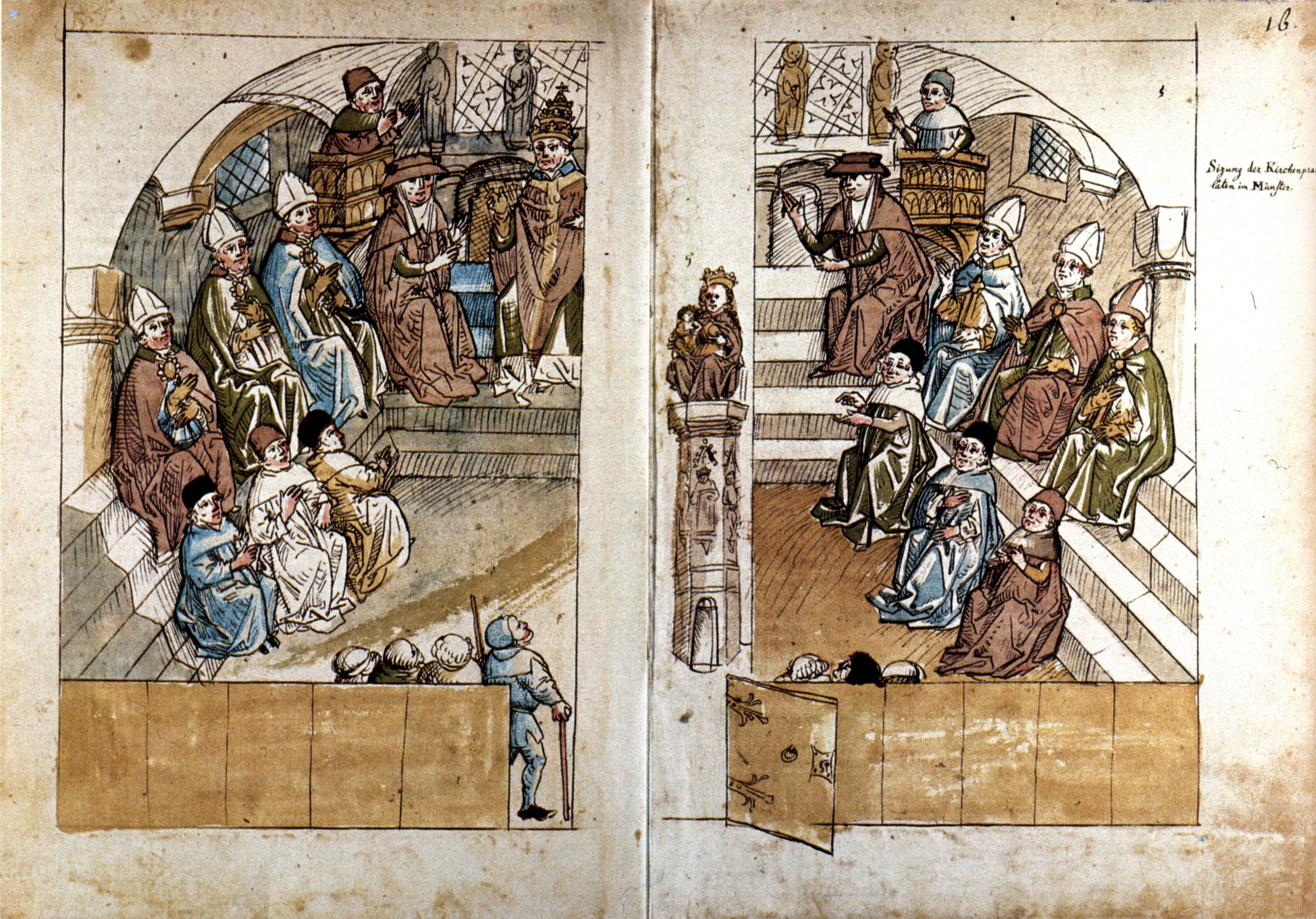
Biskupi dyskutujący z papieżem podczas Soboru w Konstancji

### Sprawa polska na Soborze w Konstancji
W 1414 roku spór polsko-krzyżacki wkroczył w nową fazę – dyplomatyczną. Chociaż w zasadzie Polska nie uzyskała w wyniku jego obrad żadnych korzyści terytorialnych, to, dzięki zabiegom ówczesnego rektora Akademii Krakowskiej Pawła Włodkowica oraz arcybiskupa gnieźnieńskiego Mikołaja Trąby, strona polska wygrała na tle ideowym oraz uzyskała zrozumienie swej postawy na arenie międzynarodowej.

## Lata 1420–1453

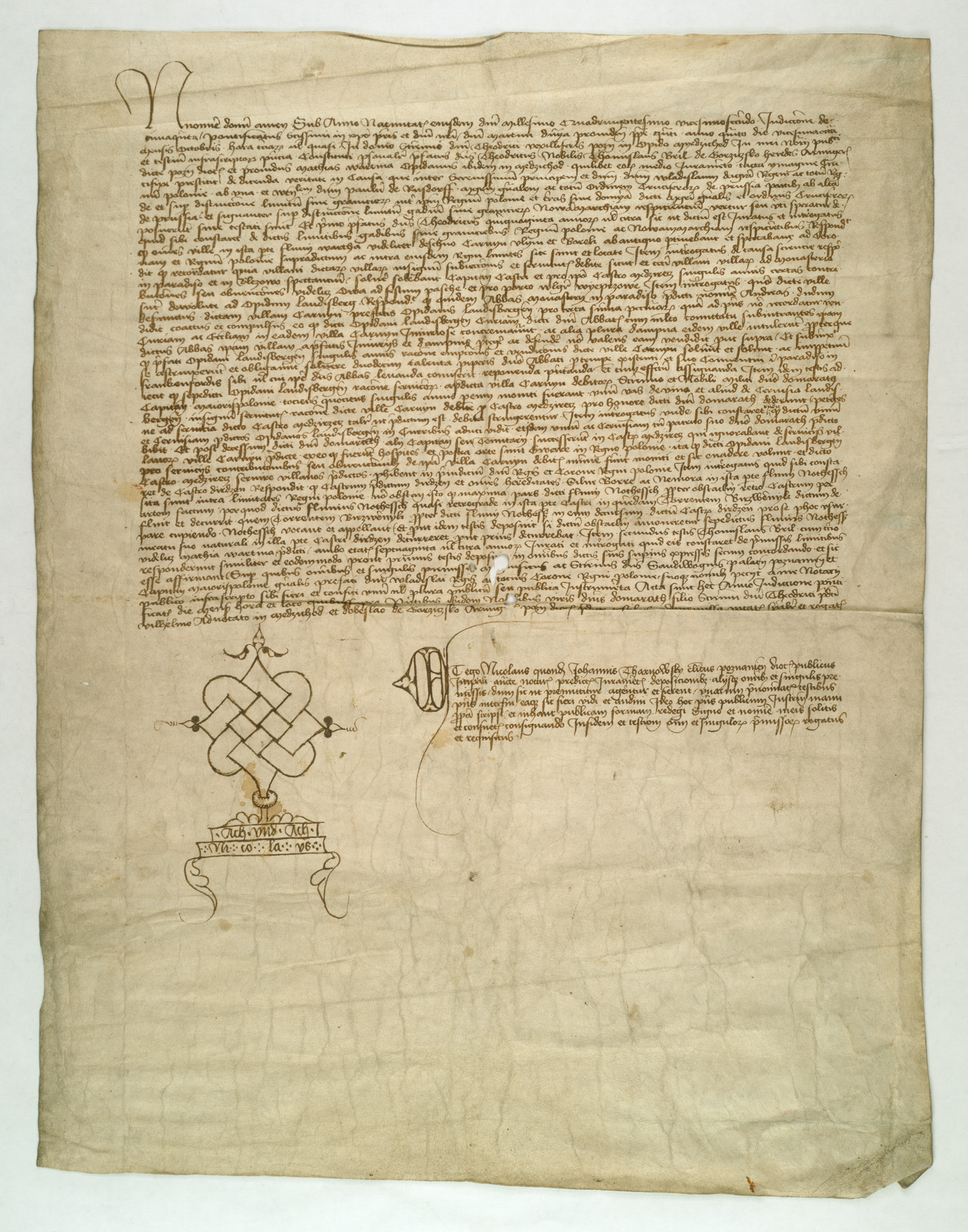
Protokół zeznań o przebiegu granicy między Królestwem Polskim a Nową Marchią z 28 października 1422 roku

Herb cesarski Zygmunta Luksemburskiego

### Arbitraż Zygmunta Luksemburczyka i wyrok wrocławski
Wskutek niepowodzenia w sprawie porozumienia polsko-krzyżackiego Polska i Litwa rozpoczęły blokadę handlową wobec zakonu krzyżackiego. Napięcie we wzajemnych stosunkach znów rosło, w związku z czym propozycję rozsądzenia sporu przedstawił Zygmunt Luksemburski. W wyroku wrocławskim z 1420 roku potwierdzał jedynie ustalenia I pokoju toruńskiego, co nie satysfakcjonowało strony polskiej, dążącej wciąż do odzyskania ziemi chełmińskiej i Pomorza Gdańskiego.

### Wojna 1422 roku i pokój mełneński
W tych warunkach doszło w 1422 do wybuchu kolejnego konfliktu zbrojnego, który jednak został dość szybko przerwany i w tym samym roku zawarto pokój nad jeziorem Melno. Na jego mocy Krzyżacy na zawsze zrzekli się wszelkich pretensji do Żmudzi, co właściwie zakończyło udział Litwy jako państwa w walkach z zakonem. Polska natomiast odzyskała Orłowo, Nieszawę i Murzynowo.

### Kampania polsko-husycka 1433 i pokój w Brześciu Kujawskim
W 1431 roku miał miejsce najazd Krzyżaków na Kujawy, lecz ich wojska poniosły klęskę w bitwie pod Dąbkami. Ponadto zakon krzyżacki zdecydował się wesprzeć ponownie zbuntowanego przeciw Polsce Świdrygiełłę. W 1432 roku w Pabianicach doszło do zawarcia sojuszu polsko-husyckiego, który zaowocował wspólną wyprawą na Nową Marchię i Pomorze Gdańskie w roku 1433. Sierotki Czeskie dotarły aż do wybrzeży Bałtyku, wobec czego Krzyżacy zgodzili się na rokowania. Rozejm w Łęczycy, kończący wojnę w Koronie, podpisano w grudniu 1433. Działania wojenne na Litwie zakończył podpisany w 1435 pokój w Brześciu Kujawskim. Jego gwarantami miały być stany pruskie, które to na wypadek jego nieprzestrzegania otrzymały prawo wypowiedzenia posłuszeństwa Krzyżakom.

### Powstanie Związku Pruskiego
W roku 1440 społeczeństwo miast pruskich powołało do życia Związek Pruski – organizację mającą chronić interesy obywateli przed nadużyciami ze strony władz krzyżackich. Zakon krzyżacki usiłował powstrzymać rozwój jej struktur i doprowadzić do jej delegalizacji. Prowadził w związku z tym rozmowy z cesarzem rzymskim, jednak jego wysiłki nie przyniosły rezultatów: Związek przetrwał. Oznaczało to klęskę dotychczasowej polityki wewnętrznej zakonu i zwiększenie się szansy na powrót Pomorza Gdańskiego do Polski.

## Lata 1454–1510

### Wojna trzynastoletnia

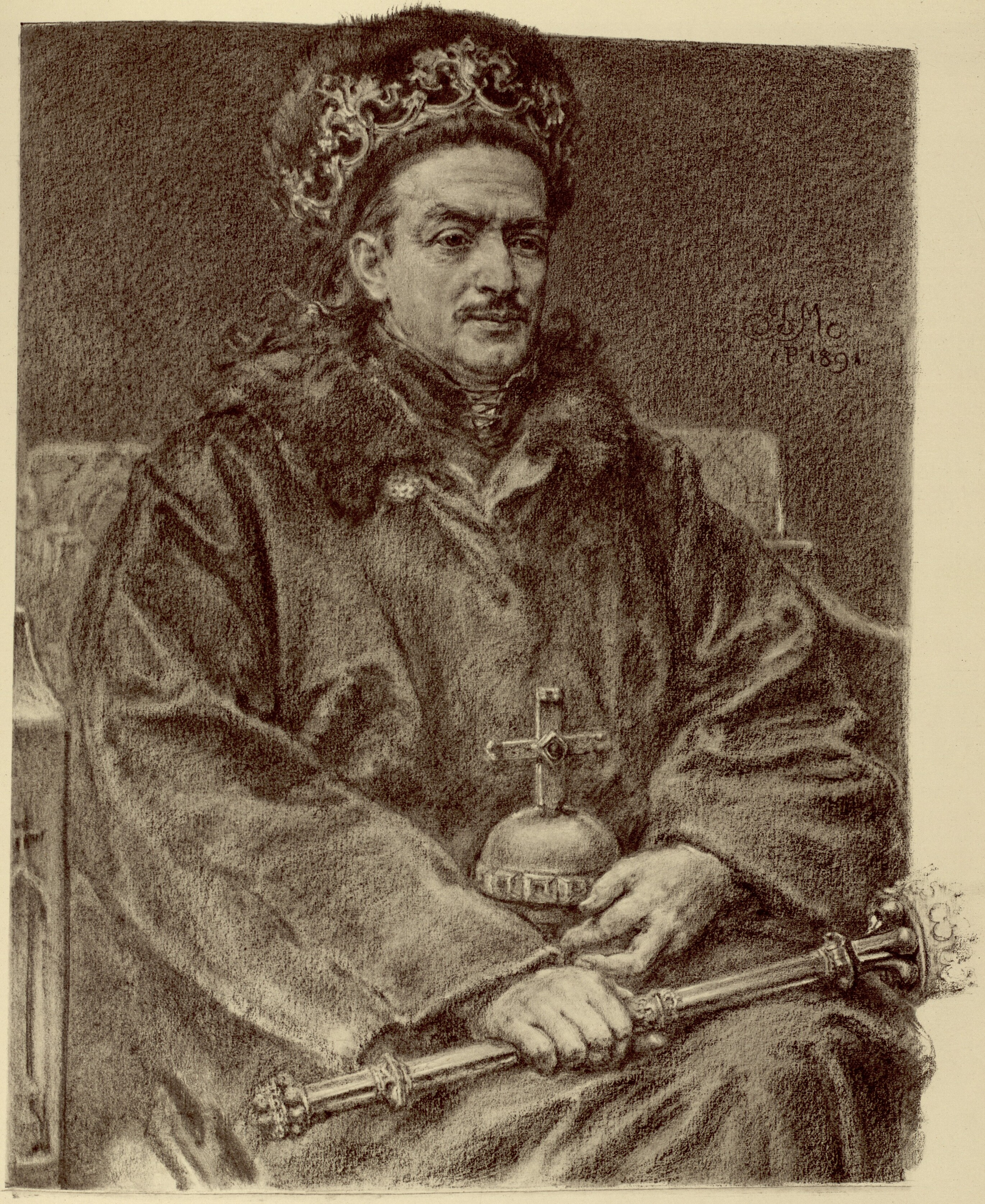
Kazimierz IV Jagiellończyk

4 lutego 1454 roku na terenach pruskich wybuchło antykrzyżackie powstanie. Związek Pruski zwrócił się do Kazimierza Jagiellończyka z prośbą o wsparcie Związku w konflikcie. 6 marca tego samego roku król Polski dokonał aktu inkorporacji Prus do Polski, co zaakceptowały wszystkie miasta z wyjątkiem Malborka, Chojnic i Sztumu. Zdarzenie to jest przyjmowane za początek wojny trzynastoletniej. Krzyżacy rozpoczęli pacyfikację buntu, co spowodowało decyzję o wyprawie polskiej na ziemie pruskie. Pospolite ruszenie polskie doznało jednak porażki w bitwie pod Chojnicami. Klęska ta spowodowała swego rodzaju przełom, gdyż strona polska zmuszona została do przejścia na wojska zaciężne, głównie piechotę i artylerię. Było to możliwe dzięki wsparciu finansowemu miast pruskich, które pokryły ok. 2/5 kosztów prowadzenia działań wojennych. Oddziały te pod wodzą Piotra Dunina zwyciężyły Krzyżaków m.in. w jednej z kluczowych walk – bitwie pod Świecinem. Wcześniejsze zwycięstwo floty kaperskiej pod Bornholmem oraz wygrana w roku 1463 bitwa na Zalewie Wiślanym dodatkowo przesądziły o klęsce militarnej zakonu krzyżackiego. W roku 1464 strony konfliktu przystąpiły do rokowań pokojowych. Jak miało się niebawem okazać, wojna trzynastoletnia w przeciwieństwie do wielkiej wojny przyniosła Polsce wymierne korzyści polityczne i terytorialne – po 158 latach Korona Królestwa Polskiego odzyskała Pomorze Gdańskie.

### II pokój toruński
19 października 1466 roku w Toruniu podpisano układ pokojowy, znany jako Drugi pokój toruński. Uwzględniono w nim tendencje, które uwidoczniły się w społeczeństwie żyjącym na dotychczasowych terenach państwa zakonu krzyżackiego – wyraźne ciążenie Pomorza Gdańskiego ku Polsce oraz dystans, jaki wobec niej zachowali mieszkańcy terenów zwanych Prusami Dolnymi z Królewcem na czele. Postanowienia traktatu pokojowego były następujące:
- Pomorze Gdańskie powróciło do Polski, zachowując pewną autonomię i liczne przywileje
- Polska odzyskała ziemię chełmińską i ziemię michałowską
- Polska uzyskała część Powiśla z Malborkiem i Elblągiem
- utworzono dominium warmińskie, które wraz z pozostałymi ziemiami przyłączonymi do Polski stanowić miało nową prowincję – Prusy Królewskie
- uszczuplone państwo zakonu krzyżackiego ze stolicą w Królewcu stało się odtąd polskim lennem[3], którego kolejni przywódcy[4] zobowiązani byli odtąd składać hołd władcy polskiemu.

### Prusy Zakonne jako lenno

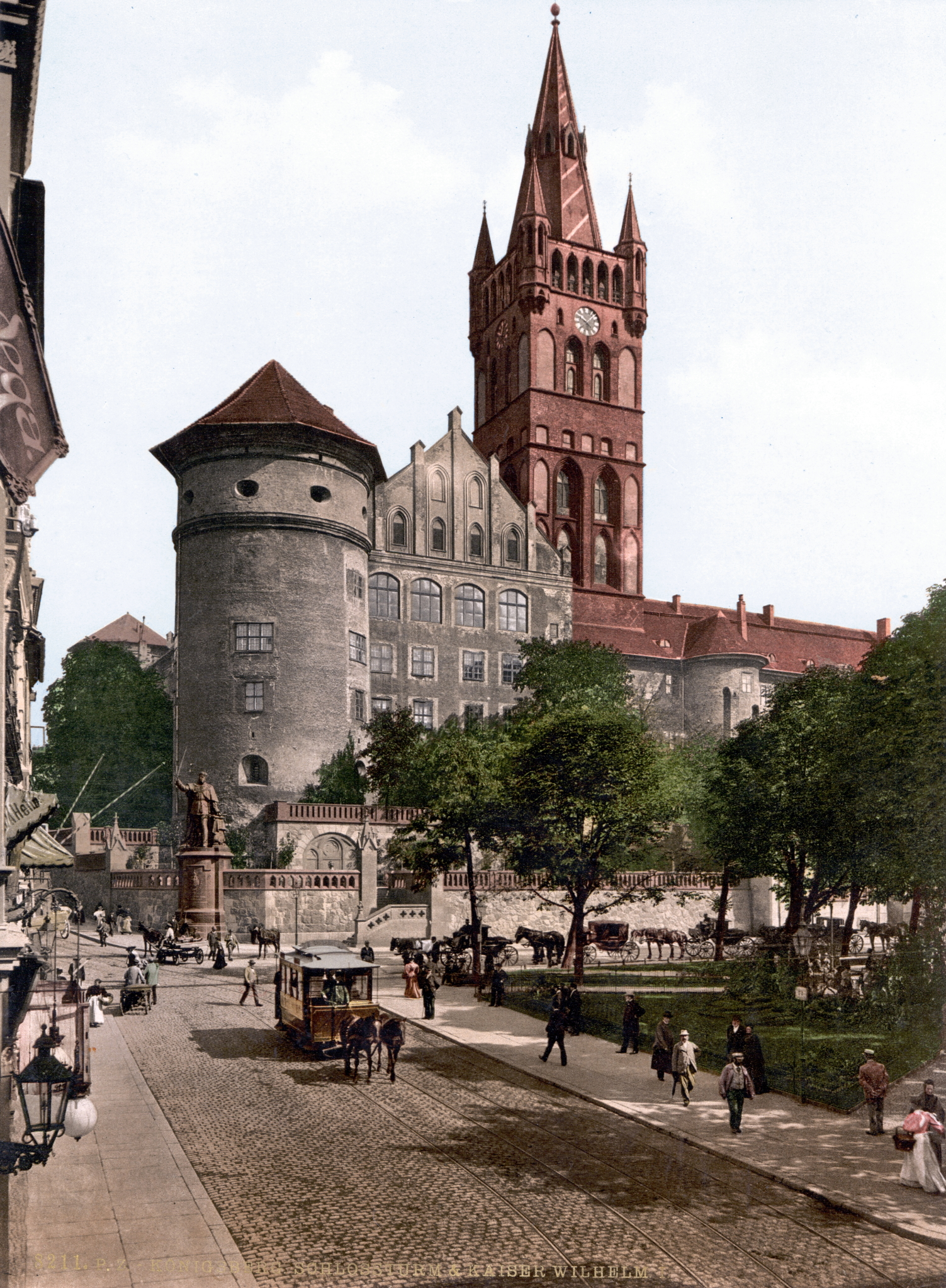
Zamek krzyżacki w Królewcu wysadzony w 1968 r. przez Rosjan

| Wielki mistrz                     | Data hołdu |
| --------------------------------- | ---------- |
| Henryk Reuss von Plauen           | 1469       |
| Henryk VII Reffle von Richtenberg | 1470       |
| Martin Truchsess von Wetzhausen   | 1479       |
| Johann von Tieffen                | 1493       |

#### Wojna popia 1478-1479
W latach 1478–1479 zakon krzyżacki, wsparty przez króla Węgier Macieja Korwina, wszedł w spór militarny z Kazimierzem Jagiellończykiem o obsadę biskupstwa warmińskiego, forsując na to stanowisko wbrew woli króla Polski swojego kandydata – Mikołaja Tungena.
Za czasów Fryderyka Wettyna, wielkiego mistrza w latach 1498–1510, doszło do kolejnego kryzysu w stosunkach polsko-krzyżackich. Władca ten jako książę Rzeszy odmawiał złożenia hołdu królowi polskiemu. Jan Olbracht dwukrotnie groził mu z tego powodu wojną, jednak on pozostawał nieugięty. Strona polska rozpoczęła mobilizację sił wojskowych, lecz przygotowania przerwała śmierć króla. Na tronie polskim zasiadł Aleksander Jagiellończyk, ale Fryderyk Wettyn nadal odwlekał akt podporządkowania się i znów nie doczekał się stosownej reakcji państwa polskiego. Tymczasem władzę w Polsce objął Zygmunt Stary i w roku 1507 wystosował odpowiednie ultimatum, jednak wielki mistrz postanowił na zawsze opuścić terytorium Prus Zakonnych i udał się do Niemiec. W 1511 roku nowym wielkim mistrzem został Albrecht Hohenzollern. Napięta sytuacja musiała zostać w najbliższym czasie rozwiązana.

## Lata 1511–1525

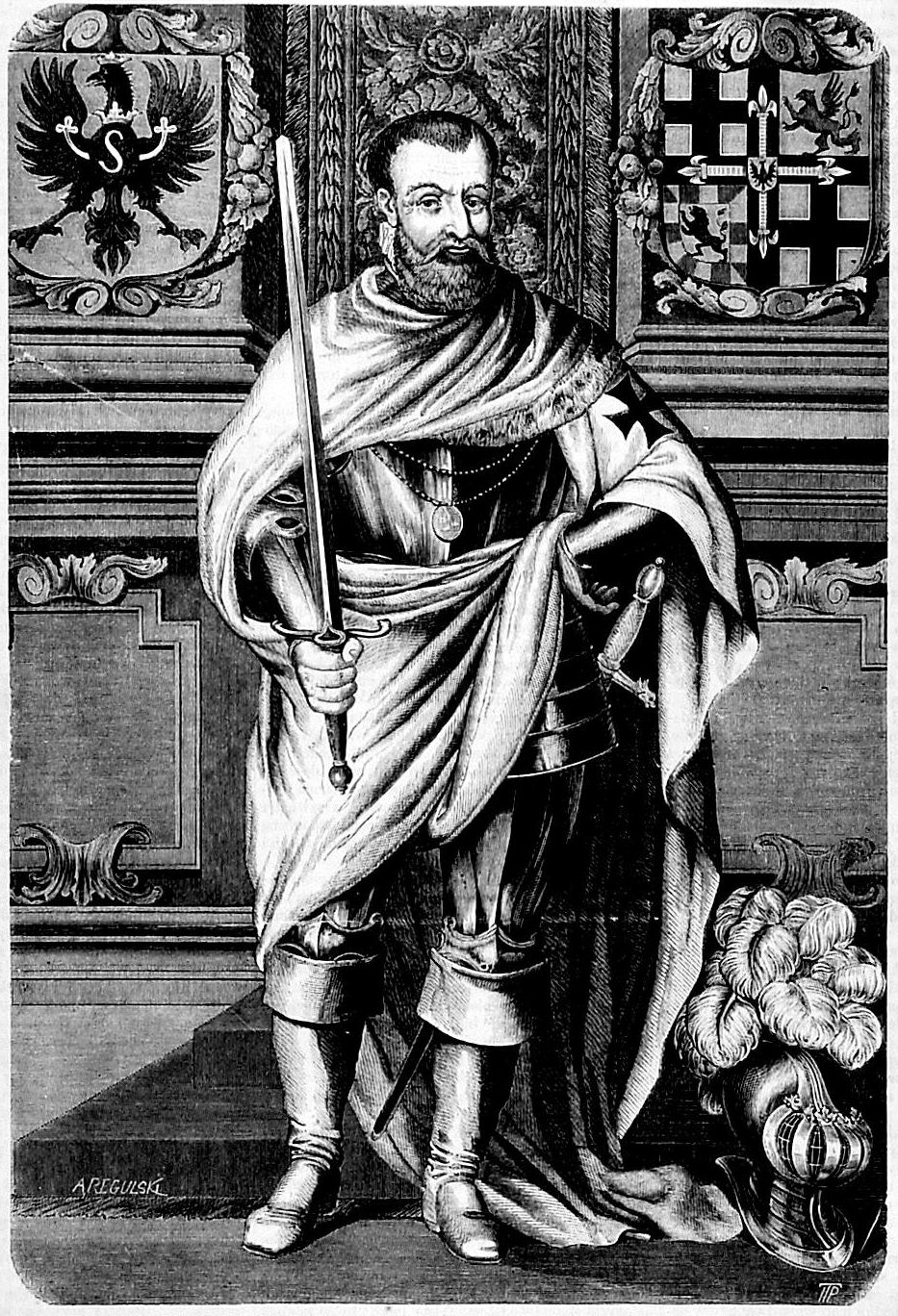
Książę Albrecht Hohenzollern, na podstawie Hartknocha Alt- und Neues Preussen

### Dążenia Prus Zakonnych do uniezależnienia się od Polski
Od początku panowania nowego wielkiego mistrza trwały polsko-krzyżackie negocjacje w sprawie złożenia hołdu. Tymczasem w 1512 roku Wasyl III rozpoczął akcję zbrojną przeciw Polsce, co doprowadziło do rozpętania się wojny polsko-moskiewskiej. Albrecht Hohenzollern zobowiązany był przyjść z pomocą swemu zwierzchnikowi, królowi polskiemu, czego się nie podjął. Uznano to za felonię, co dało Polsce casus belli. Jednak sytuacja Zygmunta Starego komplikowała się ze względu na zawarcie 1514 roku moskiewsko-niemieckiego sojuszu zaczepno-obronnego. W tej sytuacji sprawę postanowiono rozwiązać na drodze dyplomatycznej i w czasie zjazdu wiedeńskiego w 1515 roku Maksymilian I przyrzekł zerwać stosunki z Albrechtem i Wasylem III. Uznał on stan prawny Prus Zakonnych z 1467 roku, a kwestię warunków złożenia hołdu zawieszono na 5 lat.

### Wojna polsko-krzyżacka (1519–1521)
W tej sytuacji strona polska miała pewność, że zakon krzyżacki nie może liczyć na otwarte wsparcie ze strony Rzeszy. Tymczasem Albrecht wystąpił wobec Polski z żądaniem przyłączenia do swego państwa Prus Królewskich z Warmią. Rozwiązania można się było spodziewać już tylko w roku 1519 wraz z wygaśnięciem 5-letniego rozejmu. W Polsce, na sejmie walnym w Toruniu, podjęto decyzję o rozprawieniu się z zakonem drogą zbrojną w trybie natychmiastowym. Wzmocniono załogi miast pomorskich, a armię skierowano przez Pomezanię wprost na Królewiec. Jednak niebawem zakon krzyżacki wyprowadził kontruderzenie oraz otrzymał wsparcie landsknechtów z Rzeszy, co przedłużyło walki. W roku 1521 w obliczu zagrożenia Europy najazdem tureckim podpisano w Toruniu rozejm na cztery lata. Traktat był trzecim z kolei traktatem pokojowym podpisanym z Krzyżakami w Toruniu.

### Hołd pruski

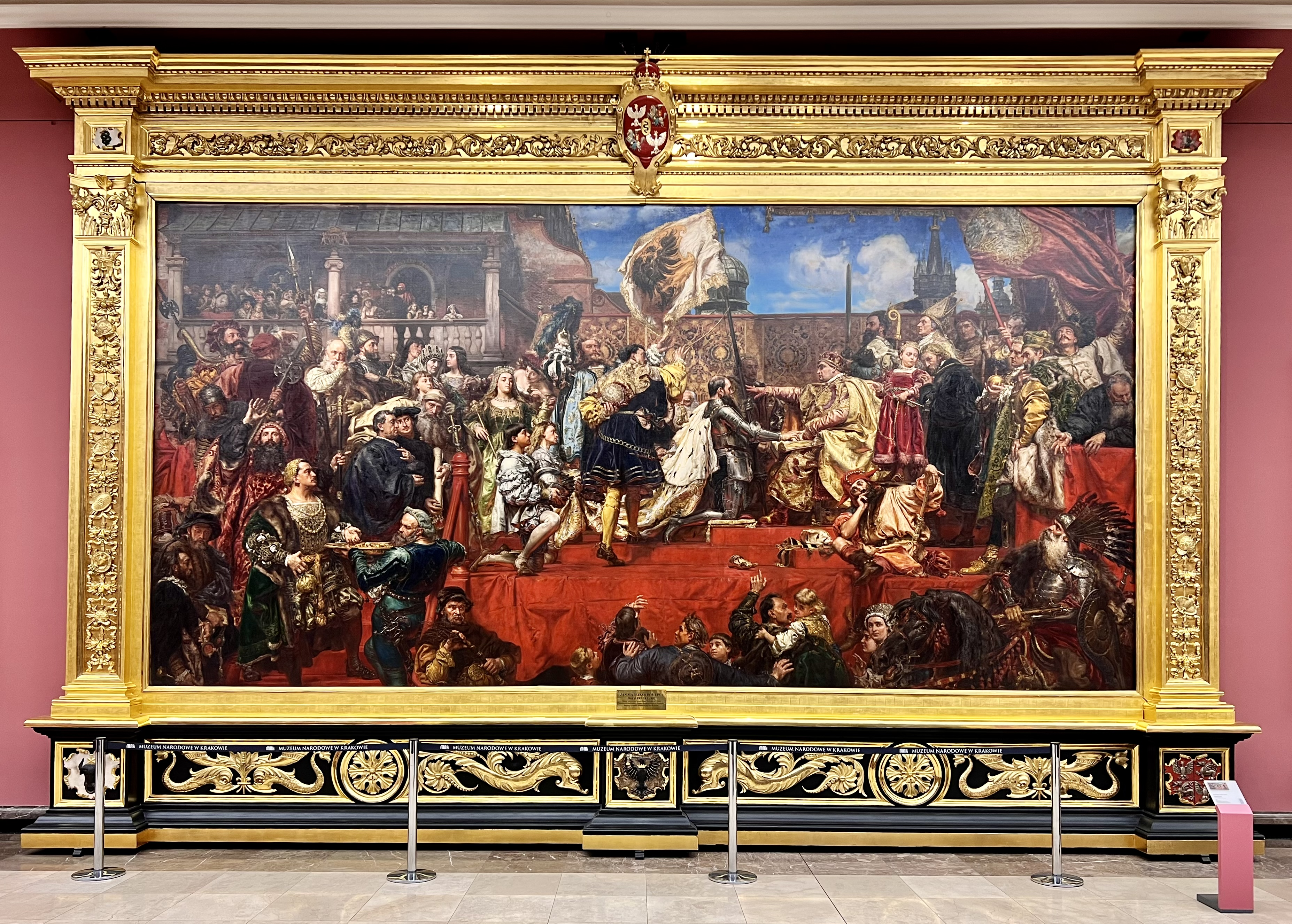
Jan Matejko, Hołd pruski

W czasie trwania rozejmu Albrecht Hohenzollern uświadomił sobie, w jakiej znalazł się sytuacji. Nie mógł już liczyć na żadne wsparcie z Rzeszy i dalsze prowadzenie wojny z Polską oznaczałoby dla niego katastrofę. W tej sytuacji postanowił ugiąć się pod żądaniami i złożyć hołd lenny Zygmuntowi Staremu. Jednak zrobił to już jako władca świecki, gdyż w 1525 roku za namową Lutra zmienił wyznanie na luteranizm i dokonał sekularyzacji państwa. Odtąd Prusy Zakonne stały się Prusami Książęcymi. 8 kwietnia 1525 podpisano traktat krakowski, a dwa dni później Albrecht złożył hołd Zygmuntowi Staremu. Tym samym otrzymał Prusy Zakonne jako lenno dziedziczne, mające pozostać w dynastii Hohenzollernów, z zastrzeżeniem jednak, że lennik nie mógł być jednocześnie władcą Brandenburgii, również będącej wówczas w posiadaniu tej dynastii. Hołd pruski był poniekąd ostatecznym zakończeniem trwających od początku XIII wieku sporów polsko-krzyżackich, choć, jak pokazała przyszłość, nie rozwiązał bynajmniej problemu zagrożenia Polski ze strony Prus.

## Polska a zakon obecnie

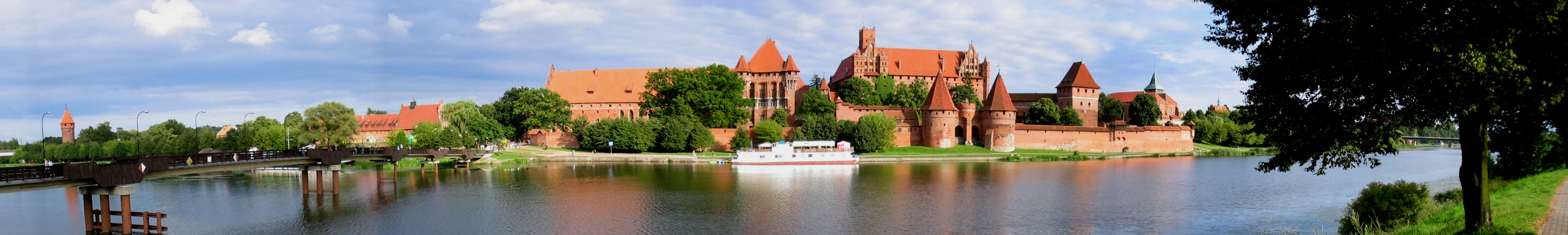
Zamek w Malborku

Obecnie (2007) w zakonie krzyżackim jest trzech zakonników z Polski, a zakon nie ma w Polsce ani jednego domu parafialnego.

## Kluczowe postacie w historii stosunków polsko-krzyżackich
- Konrad I mazowiecki – książę kujawsko-mazowiecki, w 1226 roku sprowadził zakon krzyżacki do Polski
- Hermann von Salza – wielki mistrz zakonu krzyżackiego w latach 1209–1239, wysłał pierwszych zakonników na tereny polskie
- Władysław I Łokietek – król Polski (1320-1333), walczył w bitwie pod Płowcami
- Kazimierz III Wielki – król Polski (1333-1370), zawarł z Krzyżakami pokój kaliski
- Władysław Opolczyk – dzierżawca ziemi chełmińskiej, lennik króla Polskiego
- Ulrich von Jungingen – wielki mistrz zakonu krzyżackiego w latach 1407–1410, poległ w bitwie pod Grunwaldem
- Władysław II Jagiełło – król Polski (1386-1434), prowadził liczne wojny z państwem zakonnym, zwycięzca spod Grunwaldu
- Paweł Włodkowic – rektor Akademii Krakowskiej, reprezentował interesy strony polskiej na Soborze w Konstancji
- Mikołaj Trąba – przewodniczący polskiej delegacji na Soborze w Konstancji, pierwszy prymas Polski
- Ścibor ze Ściborzyc herbu Ostoja (1347-1414) – książę Halicki, wojewoda Siedmiogrodu. Kierował najważniejszymi misjami dyplomatycznymi Zygmunta Luksemburczyka, układał pokój między Polską a Węgrami i zakonem.
- Johannes Falkenberg – dominikanin, reprezentował interesy strony krzyżackiej na Soborze w Konstancji, gdzie zawzięcie atakował delegację polską, za co Kapituła Generalna zakonu skazała go na dożywotnie więzienie, ułaskawił go jednak Marcin V
- Jan z Jani (1400-1461) – wojewoda pomorski, jeden z przywódców Związku pruskiego. Razem z Mikołajem Szarlejskim, wojewodą kujawskim i ze Ściborem z Ponieca, starostą generalnym Wielkopolski – wszyscy herbu Ostoja – doprowadzili do załamania potęgi militarnej zakonu.
- Kazimierz IV Jagiellończyk – król Polski (1447-1492), doprowadził do załamania potęgi militarnej zakonu krzyżackiego w zwycięskiej dla Polski wojnie trzynastoletniej
- Fryderyk von Wettyn – wielki mistrz zakonu krzyżackiego w latach 1498–1510, odmówił złożenia hołdu lennego królowi polskiemu, został jednak arcybiskupem Magdeburga, co pozwoliło mu uniknąć konfrontacji
- Albrecht Hohenzollern – wielki mistrz zakonu krzyżackiego w latach 1511–1525, po przegranej wojnie z Polską dokonał sekularyzacji państwa i jako książę Prus stał się lennikiem króla polskiego
- Zygmunt I Stary – król Polski (1506-1548), pokonał Albrechta Hohenzollerna w wojnie polsko-krzyżackiej, czego następstwem był hołd pruski złożony mu przez księcia Prus Książęcych

## Najistotniejsze konflikty zbrojne między Polską a zakonem krzyżackim wraz z traktatami pokojowymi

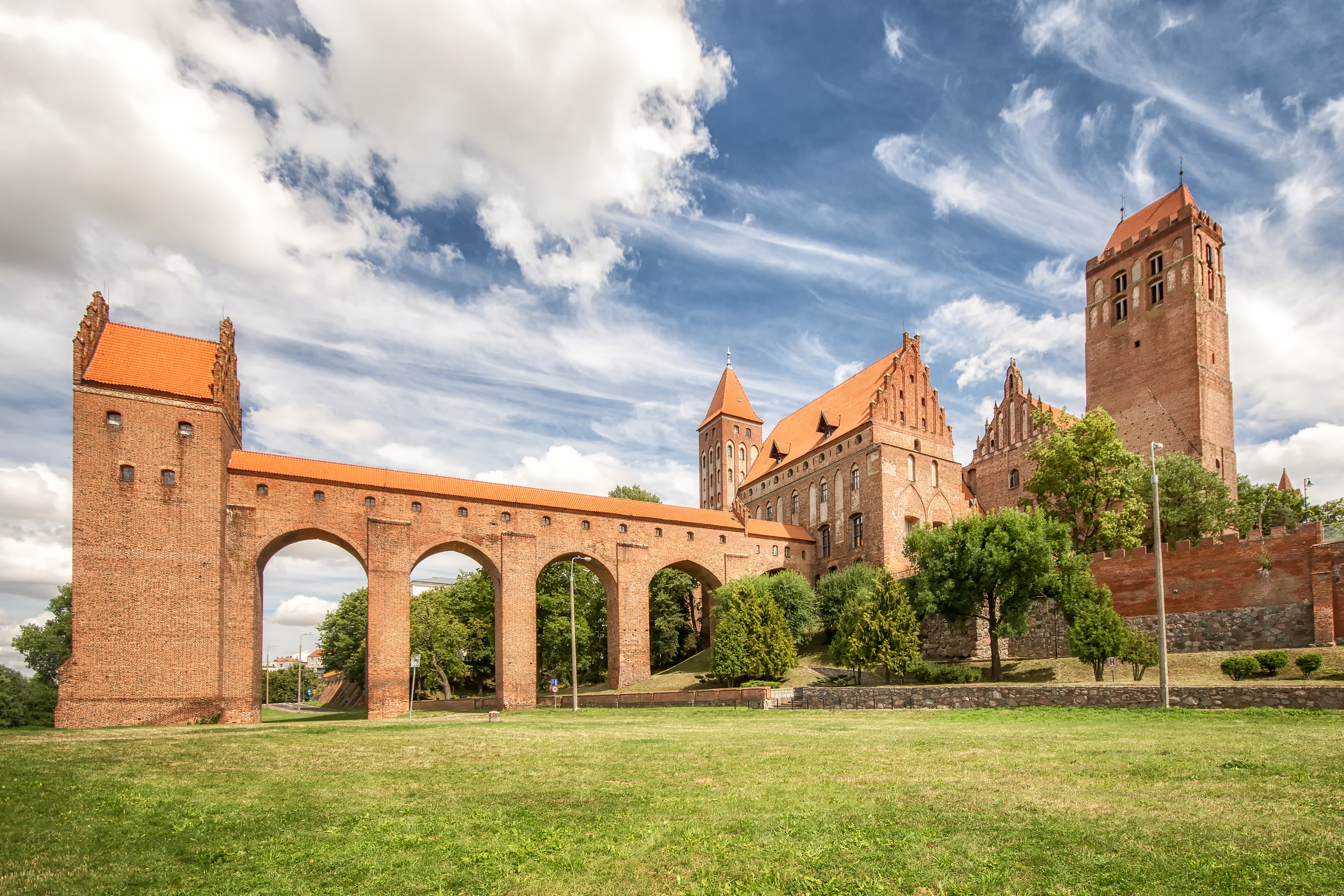
Zamek w Kwidzynie zdobyty przez polskie wojska zaciężne 18 marca 1520

- wojna polsko-krzyżacka (1327–1332)
  - bitwa pod Płowcami
  - Pokój kaliski
- wielka wojna 1409–1411
  - bitwa pod Grunwaldem
  - bitwa pod Koronowem
  - I pokój toruński
- wojna głodowa 1414
- wojna golubska 1422
  - pokój melneński
- kampania polsko-husycka
  - pokój w Brześciu Kujawskim 1435
- wojna trzynastoletnia 1454-1466
  - drugi pokój toruński
- wojna popia 1478-1479
- wojna polsko-krzyżacka (1519–1521)
  - traktat krakowski 1525